# Jan Bart Mandos
Johannes Lambertus Maria (Jan Bart) Mandos (Gemert, 3 februari 1949 – Heinkenszand, 13 oktober 2006) was een Nederlands politicus van het CDA.
Hij is afgestudeerd in de bouwkunde aan de TH Delft en was in zijn studententijd al politiek actief. In 1978 kwam Mandos in de Delftse gemeenteraad en vanaf 1982 was hij daar wethouder. In 1990 werd hij de burgemeester van Borsele. In 2002 gaf hij die functie op om voorzitter te worden van het college van bestuur van de Hogeschool Zeeland. In 2003 werd hij daarnaast vicevoorzitter van het CDA. In 2005 werd Mandos ernstig ziek en in 2006 overleed hij op 57-jarige leeftijd.